# Pulitzer-Preis 1986
Der Pulitzer-Preis 1986 war die 70. Verleihung des US-amerikanischen Literaturpreises. Die Jury bestand aus 17 Personen unter dem Vorsitz von Joseph Pulitzer Jr. Das „Pulitzer Prize Board“ vergab Preise für Arbeiten, die während des Kalenderjahres 1985 entstanden waren.

## Bereich Journalismus(Journalism)
| Kategorie                                                  | Preisträger                                                                     | Begründung |
| ---------------------------------------------------------- | ------------------------------------------------------------------------------- | --- |
| Aktuelle Berichterstattung (Breaking News Reporting)       | Edna Buchanan von The Miami Herald                                              | Preis verliehen für ihre vielseitige und durchweg hervorragende Polizeiberichterstattung. |
| Dienst an der Öffentlichkeit (Public Service)              | The Denver Post                                                                 | Preis verliehen für die eingehende Studie über vermisste Kinder, die ergab, dass die meisten von ihnen in Sorgerechtsstreitigkeiten verwickelt oder Ausreißer sind, und die dazu beigetragen hat, die durch übertriebene Statistiken geschürten landesweiten Ängste zu mildern.                                      |
| Investigativer Journalismus (Investigative Reporting)      | Jeffrey A. Marx und Michael M. York vom Lexington Herald Leader                 | Preis verliehen für ihre Serie „Playing Above the Rules“, die Geldauszahlungen an Basketballspieler der University of Kentucky aufdeckte, die gegen die NCAA-Bestimmungen verstießen, und zu bedeutenden Reformen führte.                                                                                            |
| Hintergrundberichterstattung (Explanatory Journalism)      | Mitarbeiter von The New York Times                                              | Preis verliehen für eine sechsteilige umfassende Serie zum Thema Strategic Defense Initiative, in dem die wissenschaftlichen, politischen und außenpolitischen Fragen im Zusammenhang mit „Star Wars“ untersucht wurden.                                                                                             |
| Beat Reporting (Specialized Reporting)                     | Andrew Schneider und Mary Pat Flaherty von der Pittsburgh Press                 | Preis verliehen für ihre Untersuchung von Verstößen und Misserfolgen im Organtransplantationssystem in den Vereinigten Staaten. |
| Kritik (Criticism)                                         | Donal Henahan von The New York Times                                            | Preis verliehen für seine Musikkritiken. |
| Karikatur (Editorial Cartooning)                           | Jules Feiffer von The Village Voice, New York City                              | |
| Leitartikel (Editorial Writing)                            | Jack Fuller von der Chicago Tribune                                             | Preis verliehen für seine Leitartikel zu Verfassungsfragen. |
| Kommentar (Commentary)                                     | Jimmy Breslin von der New York Daily News                                       | Preis verliehen für Kolumnen, die sich konsequent für die einfachen Bürger einsetzen. |
| Auslandsberichterstattung (International Reporting)        | Lewis M. Simons, Pete Carey und Katherine Ellison von der San Jose Mercury News | Preis verliehen für ihre Serie vom Juni 1985, die massive Vermögenstransfers von Präsident Marcos und seinen Mitarbeitern ins Ausland dokumentierte und einen direkten Einfluss auf die späteren politischen Entwicklungen auf den Philippinen und in den Vereinigten Staaten hatte.                                 |
| Berichterstattung im Inland (National Reporting)           | Craig Flournoy und George Rodrigue von The Dallas Morning News                  | Preis verliehen für ihre Untersuchung zu subventioniertem Wohnraum in Ost-Texas, die Muster der Rassendiskriminierung und Segregation im öffentlichen Wohnungsbau in den gesamten Vereinigten Staaten aufdeckte und zu bedeutenden Reformen führte.                                                                  |
| Berichterstattung im Inland (National Reporting)           | Arthur Howe von The Philadelphia Inquirer                                       | Preis verliehen für seine einfallsreiche und unermüdliche Berichterstattung über massive Mängel bei der IRS-Verarbeitung von Steuererklärungen, die schließlich zu erheblichen Änderungen in den IRS-Verfahren führten und die Behörde dazu veranlassten, sich öffentlich bei den US-Steuerzahlern zu entschuldigen. |
| Feature Writing (Feature Writing)                          | John Camp von St. Paul Pioneer Press and Dispatch                               | Preis verliehen für seine fünfteilige Serie, die das Leben einer amerikanischen Bauernfamilie untersucht, die mit der schlimmsten US-Agrarkrise seit der Depression konfrontiert ist. |
| Aktuelle Fotoberichterstattung (Breaking News Photography) | Carol Guzy und Michel duCille von The Miami Herald                              | Preis verliehen für ihre Fotografien der Verwüstung durch den Ausbruch des Vulkans Nevado del Ruiz in Kolumbien. |
| Feature-Fotoberichterstattung (Feature Photography)        | Tom Gralish von The Philadelphia Inquirer                                       | Preis verliehen für seine Fotoserie über Obdachlose in Philadelphia. |

## Bereich Literatur, Theater und Musik(Books, Drama & Music)
| Kategorie                                                   | Preisträger |
| ----------------------------------------------------------- | --- |
| Geschichte (History)                                        | ...the Heavens and the Earth: A Political History of the Space Age von Walter A. McDougall (Basic Books)         |
| Belletristik (Fiction)                                      | Lonesome Dove (deutscher Titel: Weg in die Wildnis) von Larry McMurtry (Simon & Schuster)                        |
| Sachbuch (General Nonfiction)                               | Common Ground: A Turbulent Decade in the Lives of Three American Families von J. Anthony Lukas (Alfred A. Knopf) |
| Sachbuch (General Nonfiction)                               | Move Your Shadow: South Africa, Black and White von Joseph Lelyveld (Times Books)                                |
| Musik (Music)                                               | Wind Quintet No. 4 von George Perle (Galaxy Music) Uraufgeführt am 2. Oktober 1985                               |
| Dichtung (Poetry)                                           | The Flying Change von Henry Taylor (Louisiana State University Press)                                            |
| Theater (Drama)                                             | Kein Preis vergeben                                                                                              |
| Biographie oder Autobiographie (Biography or Autobiography) | Louise Bogan: A Portrait von Elizabeth Frank (Alfred A. Knopf)                                                   |